# Stanisław Sulikowski
Stanisław Sulikowski (ps. Sulima, ur. 14 kwietnia 1914 w Liège, zm. 23 września lub 2 września 1944 w Warszawie) – polski biegacz, sprinter, powstaniec warszawski.

## Życiorys

### Sport
Studiował prawo na Uniwersytecie Warszawskim. Startował jako lekkoatleta w OKS Otwock, AZS Warszawa oraz Legii Warszawa, najlepsze wyniki osiągając między 1936, a 1939. W 1938 został mistrzem Polski w biegu na 110 m przez płotki. W tym samym roku uzyskał taki sam tytuł w sztafecie 4 x 400 m, a w 1939 w sztafecie 4 x 100 m. W 1938 i 1939 reprezentował Polskę na meczach międzypaństwowych. W 1939 na zawodach w Monte Carlo wywalczył wicemistrzostwo świata w sztafecie olimpijskiej i brązowy medal w biegu na 110 m przez płotki.

### Powstanie warszawskie
Walczył w powstaniu warszawskim (kapral podchorąży), na Sadybie: V Obwód (Mokotów) Warszawskiego Okręgu Armii Krajowej, 5. Rejon, batalion Oaza, 8. kompania Wojskowej Służby Ochrony Powstania. Został wzięty do niewoli przez Niemców i rozstrzelany w rejonie ulic Podhalańskiej i Powsińskiej. Upamiętniony na Murze Pamięci przy Muzeum Powstania Warszawskiego (kolumna: 119 miejsce: 56). 